# ТЕС Брідж-Пауер
ТЕС Брідж-Пауер — теплова електростанція у Гані, що споруджується у місті Тема на схід від столиці країни Аккри.
На початку 21-го століття в Гані на тлі економічного зростання почалось стрімке збільшення попиту на електроенергію. Як наслідок, на схід від столиці виник цілий кластер ТЕС (Тема, Сунон-Асоглі, CENIT та інші), який постійно розширюється. У другій половині 2010-х черговим електроенергетичним проектом тут стала ТЕС Брідж-Пауер, площадку для якої обрали поряд зі станціями Тема та AKSA. Її особливістю стане спрямованість на споживання зрідженого нафтового газу. Взагалі можна відмітити, що станції в Темі переважно споруджувалися з розрахунку на спалювання традиційного природного газу (Брідж-Пауер також зможе використовувати його, так само як і дизельне пальне), який постачається Західно-Африканським трубопроводом з Нігерії. Проте у 2010-х останній працював з перебоями, наслідком чого стало вимушене регулярне використання ганськими ТЕС більш коштовних нафтопродуктів.
Проект, роботи за яким стартували у серпні 2017 року, реалізується компаніями Endeavor Energy (має штаб-квартиру в Техасі), Sage (ганський енерготрейдер) та General Electric. Остання виступає постачальником обладнання для двох черг станції, які складатимуться з:
- перша черга — парогазовий блок комбінованого циклу потужністю 200 МВт з п'ятьма газовими турбінами типу TM2500+ та однією паровою турбіною;
- друга черга — парогазовий блок комбінованого циклу такою ж потужністю 200 МВт, але з чотирма газовими турбінами типу LM6000 та однією паровою турбіною.
Для постачання ЗНГ від причалу місцевого нафтопереробного заводу прокладуть трубопровід завдовжки 9,4 км, виконаний ув діаметрах 300 та 200 мм.